# Зоран Јанаћковић
Зоран Јанаћковић (Доње Трњане, септембар 1939 — Београд, 3. април 2015) био је српски социјалиста, правник, дипломата и дугогодишњи високи државни службеник, публициста и сликар.

## Биографија
По окончању гиманзије у Лесковцу, Правни факултет завршио је у Београду.
Током великог дела радног века заузимао је важне положаје у државној администрацији, од преданог активисте на омладинским радним акцијама, преко судије у Лесковцу, да би већ почетком седамдесетих био шеф кабинета председника Скупштине СР Србије.
Почев од 1992. године, радио је у Министарству спољних послова (тада МИП), био генерални секретар СМИП (1994—96) и, коначно, био први југословенски амбасадор у Скопљу 1996—2000. у тек формираној БЈР Македонији.
Као личност, био је тих и децентан човек, неупадљивог држања, склон уметничким темама, али предани посвећеник пословима које је обављао. С великом љубављу бавио се сликарством. Доследан својој, можда и професионалној, „ћутљивости”, он се определио за комуникацију путем слика. Као што је уметнички чин дубоко индивидуалан процес, тако је и Јанаћковић остао усамљен у представљају сликарских дела јавности. Његовом ликовном раду посвећен је зборник „У кругу светлости и лепоте”.
Пред крај живота јавности је представљена Јанаћковићева двотомна монографија: „Балкански троугао: српско-македонско-албански односи деведесетих година”, исцрпно и драгоцено сведочанство, изузетено документовано, о бурним преломним годинама које је провео као високи дипломатски службеник, односно амбасадор.
Она ће се, извесно, испоставити као драгоцено штиво, и извор првог реда, за бројне потоње истраживаче тешке тематике којој је Јанаћковић посветио велики део свог живота.
Преминуо је 3. априла 2015. године у Београду. Сахрањен је на Новом бежанијском гробљу у Београду.